# Улица Мира (Стерлитамак)
Улица Ми́ра  расположена в Стерлитамаке, между микрорайоном ВТС и рекой Ашкадар. Длина — 3,36 км.

## История
Улица появилась в XIX веке. Сначала носила название «Дворянская», потом улица Сталина. В 50-х годах на улице находился городской автовокзал. После расширения города автовокзал перенесли на улицу Худайбердина. По генеральному плану 1954 года предполагалось построить центральную административную площадь города у пересечения улиц Худайбердина и Сталина. В центре площади должна быть воздвигнута монументальная скульптура товарища Сталина. После XX съезда КПСС план был отклонён.

## Инфраструктура
Учреждения:

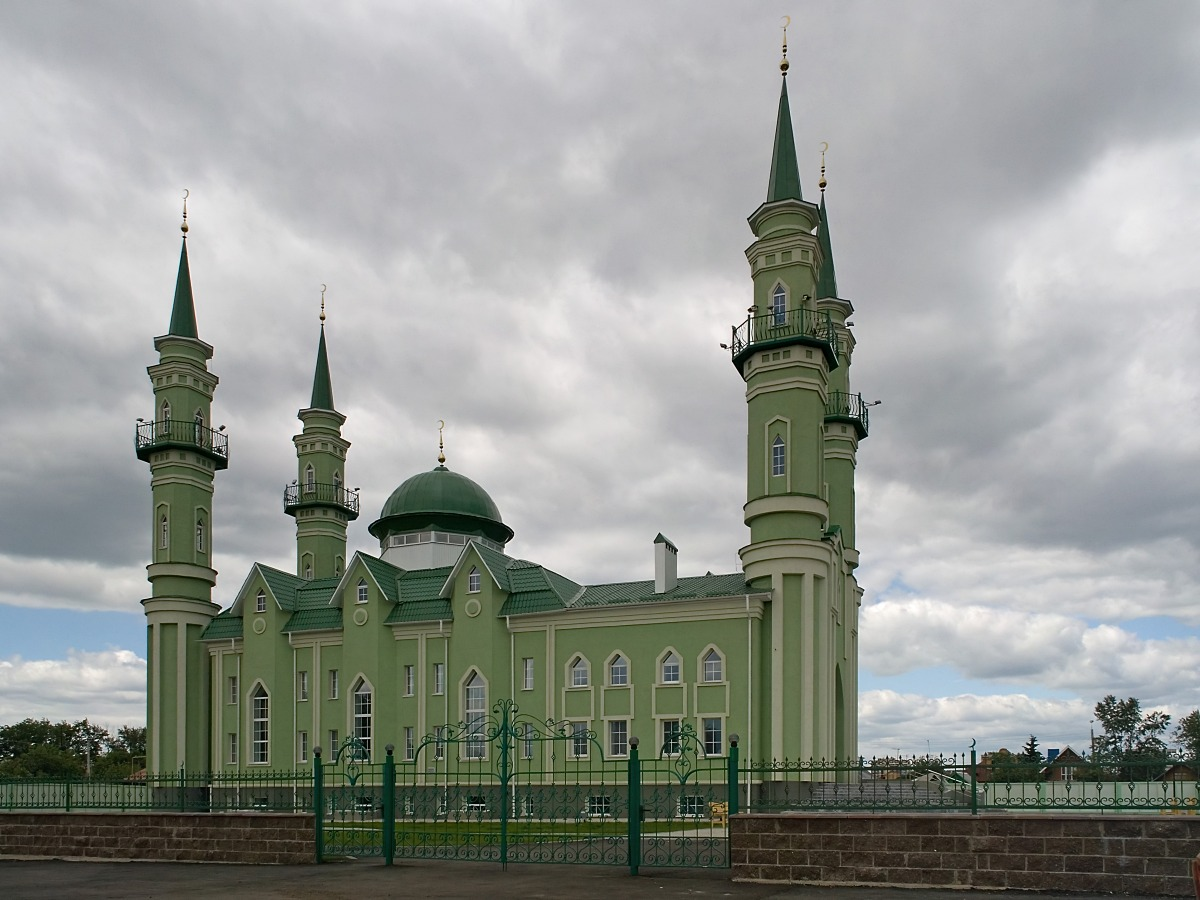
Мечеть «Халит ибн Валит» на улице Мира.

- Форт-Юст, региональная общественная организация защиты прав потребителей — дом 1б
- Башкирский межотраслевой институт в области повышения квалификации по охране труда, экологии и безопасности на производстве, Стерлитамакский филиал — дом 2б
- Городская мечеть «Халит ибн Валит» — дом 15
- Росреестр, Отдел Управления Федеральной службы государственной регистрации, кадастра и картографии по Республике Башкортостан по Стерлитамакскому району и г. Стерлитамаку — дом 18а
- Лицей № 3 — дом 47
- Швейная фабрика «Дружба» — дом 53
- Почтовое отделение № 24 — дом 58
- Дополнительный офис ОАО «Уральский банк Сбербанка России» — дом 58
- Центральная городская библиотека — дом 61